# Chofu

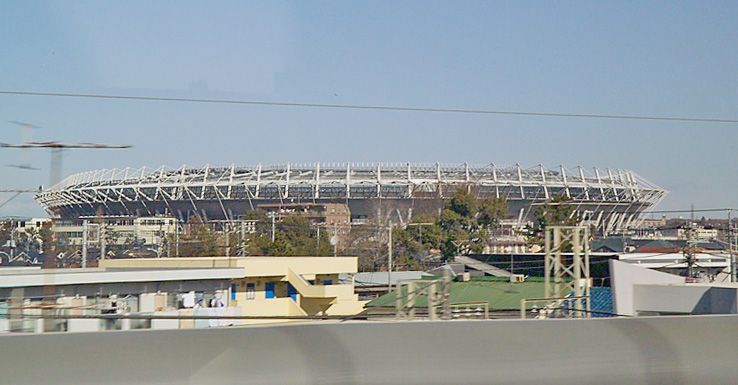
Ajinomoto Stadium

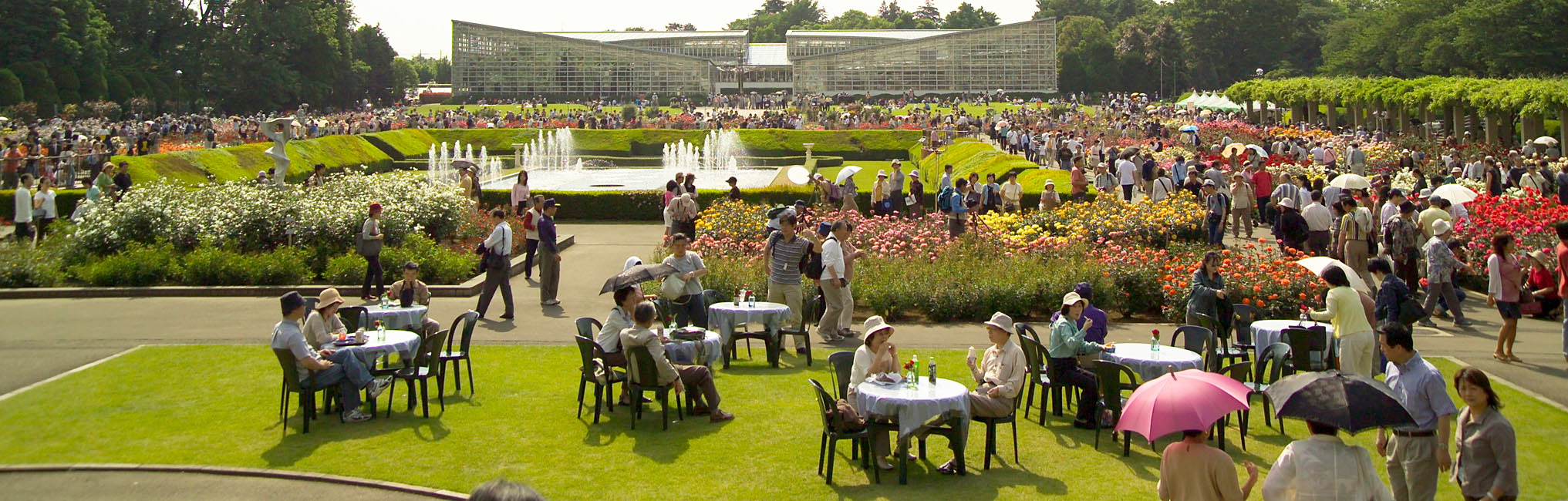
De Jindai botanische tuin in Chofu is een populair openbaar park.

Chofu (Japans: 調布市; Chōfu-shi) is een Japanse stad in de prefectuur Tokio. 
In 2010 had de stad 224.878 inwoners en een bevolkingsdichtheid van 10.440 inwoners per km². De stad heeft een oppervlakte van 21,53 km².
De stad werd op 1 april 1955 gesticht. Chofu was met Ajinomotostadion speelstad bij het WK rugby 2019.

## Aangrenzende steden
- Setagaya
- Fuchū
- Koganei
- Mitaka
- Inagi
- Komae
- Kawasaki